# Free To Choose
Free To Choose er en dansk rockgruppe, der spiller musik med politisk satiriske tekster. Rockgruppen er en af de få danske musikgrupper af erklæret borgerlig observans.
Bandet består af Henrik Carmel(sang/guitar), Morten Carmel (trommer), Kim Bille Gram (Bas/Guitar), Ole Poulsen (Guitar 1984-1986) og Ole Søbæk Christiansen (Guitar/Bas 1996-2010 og igen fra 2014-).
Rockgruppen blev oprindeligt dannet under navnet Fredsduerne – Rockgruppen til gensidig fred og nedrustning af de to brødre Henrik og Morten Carmel samt Kim Bille Gram. Henrik Carmel og Kim Bille Gram havde allerede spillet sammen siden 1979 i et skolekammeratband, men det var et 5-mands band, der var svært at samle og sammenspille, og bandet gav kun 2 offentlige koncerter (Ved flygtning 81 i Borupgaard teatret og en HAMU koncert i Toldkammeret i 1982). Fredsduerne med 3 mand spillede deres første koncert i december 1983 i Holstebro til et landsmøde i den borgerlige fredsgruppe Demokratisk Fredsfraktion(DEFF). Kendetegnende for gruppens modstand imod det kommunistiske Sovjetunionen rettede gruppen her deres satiriske kritik imod Warszawa pagtens SS-20 raketter med musiknumrene "Gromyko" og "Sovjetski Raketski". Musikstilen var en meget enkel og beskidt rock.
I 1984 spillede Fredsduerne flere gange live i Danmarks Radios P4. Dette skete både i anledning af Konservativ Ungdoms 80 års jubilæum og ved en livetransmission fra Toldkammeret i Helsingør. Bandet spillede også ved det Konservative Folkepartis
grundlovsmøde på Himmelbjerget i 1985.
Op igennem 80'erne blev bandet efterhånden et kultband blandt unge konservative. I en tid præget af den kolde krig, Schlüter regeringen og stor konservativ tilslutning blandt ungdommen, optrådte bandet sammen med KU'erne ved kampagner, valgkampe og landsråd rundt i hele landet. Når bandet spillede havde publikum en tradition med at løsne slipset og sætte det op på hovedet i stedet, mens man dansede kædedans til bandets musik. I et tidstypisk opgør med BZ bevægelsen sang publikum med på f.eks. den provokerende tekst "Lars Lokumskaster".
Efter Murens fald brugte bandet navnet Free To Choose. Bandet spillede i 1990'erne en række akustiske koncerter på Toga Vinstue i København. Her blev gruppen bredere kendt i det politiske miljø. I 1996 udgav Free To Choose sit første og hidtil eneste musikalbum. CD'en med titelnummeret Politisk Korrekt blev produceret af Pelle Voigt, tidl. folketingsmedlem for Socialistisk Folkeparti. En liveoptagelse med tvivlsom lyd fra en koncert i Køge blev udsendt i 2000.
Free To Choose blev således på grund af deres ironiske, borgerlige tekster efterhånden bredere respekteret i det ungdomspolitiske miljø, og de har eksempelvis også optrådt på et landsmøde i Odense i Socialistisk Folkepartis Ungdom(SFU) i 2000.
Free To Choose spillede til Konservativ Ungdoms 100 års jubilæum i Bella Centret ved København og mange gange derefter på KUs årlige sommerlejr. Musik og tekst blev også optaget i sangbøger i ungdomspolitiske miljøer, ligesom sangduoen Pelle Voigt/Søren Pind også optrådte med bandets numre. På kulturnatten i oktober 2008 kunne man eksempelvis høre sangduoen optræde med sangen "Fidel Castro" i landstingssalen på Christiansborg. Ved Konservativ Ungdoms 110 års jubilæum i Odd Fellow palæet i 2014 blev bandet igen inviteret til at spille og i programmet noteret med det mere hippe navn Free2Choose.
I oktober 2010 blev Free To Choose for første gang inviteret til at spille til Der Konservative Folkepartis landsrådsfest. Til stor begejstring tidligere KU'ere blandt festdeltagerne i Aalborg kongrescenter kulminerede koncerten, da mange af de mandlige festdeltagere tog slipset rundt om hovedet og publikum dansede kædedans, mens de sang med på "Partiets bosser", "Fidel Castro" og "Lars Lokumskaster".
Free To Choose optrådte igen for de konservative i 2016, da de spillede ved 100 års jubilæet for det Konservative Folkeparti på papirøen ved Københavns Havn. Bandets optrædener kan bedre karakteriseres som happenings fremfor som egentlige koncerter, og mange af de fremmødte var skuffede over, at den forventede dansemusik i stedet var blevet til beskidt rock.
Free To Choose har optrådt i 2013, 2015 og 2016 på Folkemødet på Bornholm inviteret af Toga Vinstue.

## Diskografi
- Politisk Korrekt (1996): Tekst og musik af Henrik Carmel, Carsten Buhl, Kim Bille Gram og Morten Carmel.
  1. "Fidel Castro"
  2. "Pædagogen Sverre"
  3. "Politisk Korrekt"
  4. "Lars Lokumskaster"
  5. "Polle overlever"
  6. "Partiets bosser"
  7. "Burger Queen"
  8. "Kun et nummer"
- Video: Live koncert fra Køge (2000): Musik og lyd af Henrik Carmel, Kim Bille Gram, Morten Carmel, Ole Søbæk Christiansen og Ulrik Buhl.